# José María Espinosa Prieto
Pour les articles homonymes, voir Espinosa.
José María Espinosa Prieto, né José María del Rosario Joaquín Custodio Remigio en octobre 1796 et mort le 24 février 1883, est un peintre, dessinateur, graveur et portraitiste colombien.